# Pelaszgok

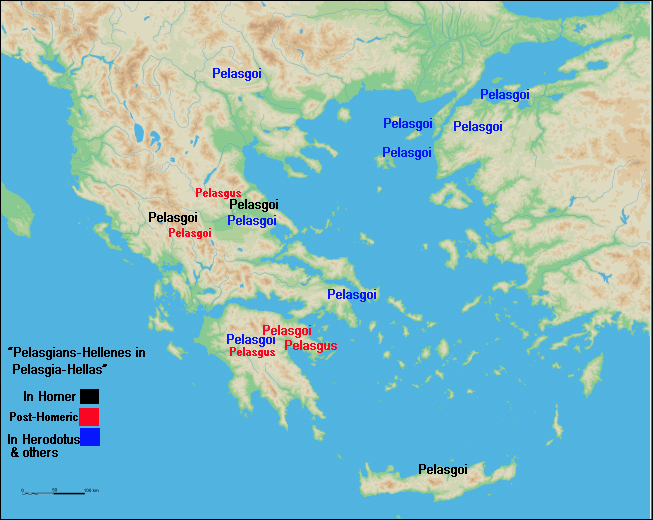
A pelaszgok jelenléte ókori történetírók alapján

A pelaszgok (görög nyelven: Πελασγοί, átírva pelaszgoi) ókori nép volt, akik bár nem voltak ősei a görögöknek, időben megelőzték őket Trákia, Thesszália, Kréta, az Égei-tenger régiójában és az Adriai-tenger déli partvidékén. A görögök később általánosan használták a pelaszg kifejezést Görögország őslakosaira, függetlenül attól, hogy az őseik voltak-e, akik beolvadtak közéjük, vagy sem.
A pelaszgok - a görög népekkel ellentétben - nem voltak indoeurópai eredetűek. Egyes kutatók felvetették, hogy a mai albánok az ő leszármazottaik, de ezt a nyelvészek elutasítják.
Homéroszon keresztül Hérodotosz, Thuküdidész, Pauszaniasz említi őket, mint a görögök ősapjait. 

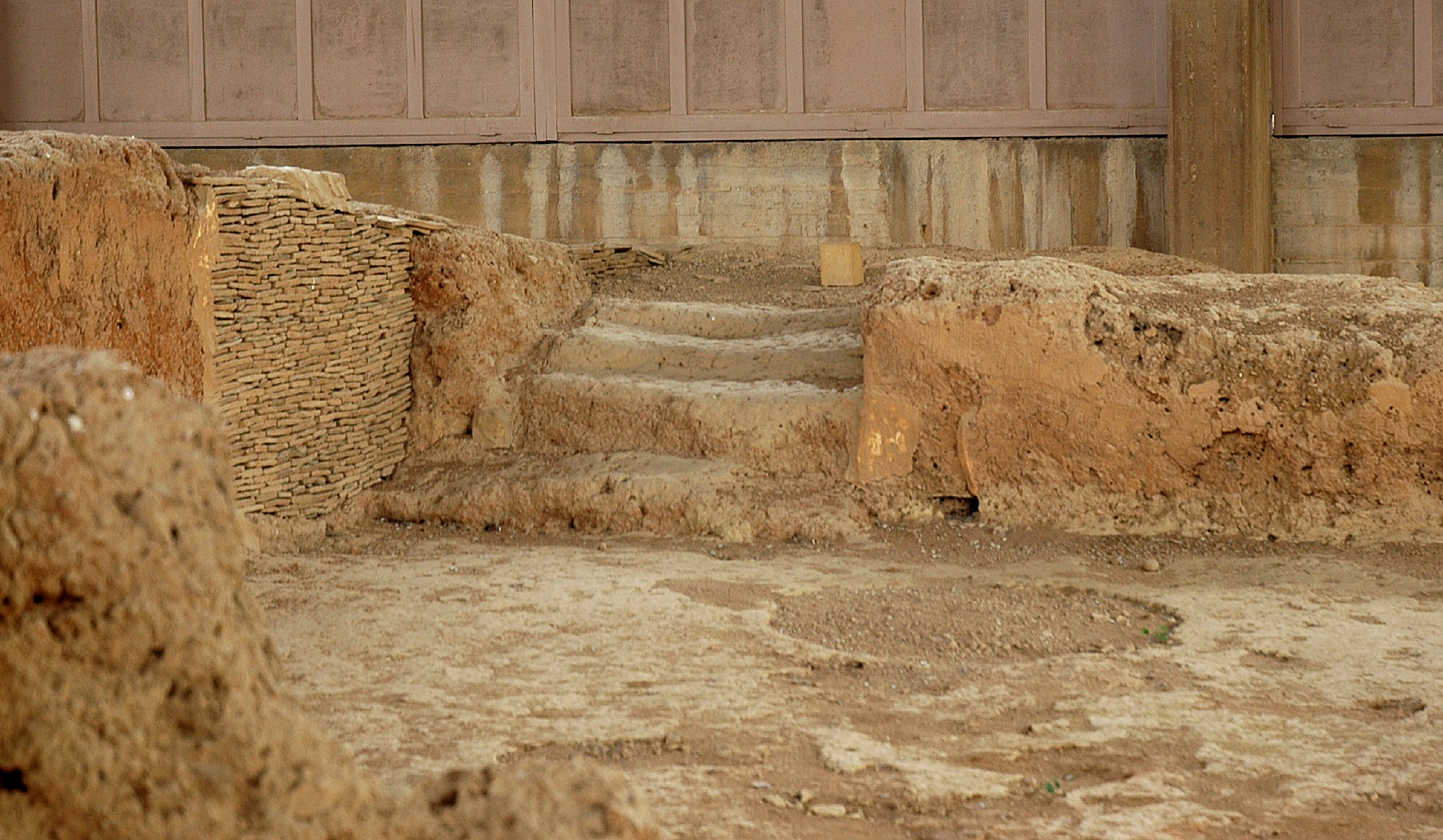
Pelaszg épület romja, Kr. e. 3. évezred, Lerna

## Fordítás
Ez a szócikk részben vagy egészben  a   pelasgians című angol Wikipédia-szócikk fordításán alapul.  Az eredeti cikk szerkesztőit annak laptörténete sorolja fel. Ez a jelzés csupán a megfogalmazás eredetét és a szerzői jogokat jelzi, nem szolgál a cikkben szereplő információk forrásmegjelöléseként.